# Иларий Арелатский
Иларий Арелатский (фр. Hilaire d'Arles; 401 — 5 мая 449, Арль) — позднеантичный католический епископ Арля, живший в V веке. В ряде источников упоминается под латинизированным вариантом своего имени — Илариус из Арля. Святой католической и православной христианских церквей.
Сын знатных родителей в южной Галлии, после бурной молодости встретившись со своим дядей епископом арелатским Гоноратом, был обращён им в христианство и к жизни благочестивой. Продав свое наследство, он поступил в строго аскетический монастырь Леринского аббатства на островах Лерен.
Примерно в 430 году Гонорат выбрал его своим преемником из-за его умственных способностей и достойного образа жизни. В этом звании Иларий стал известен, как замечательный проповедник, далеко за пределами своей страны.
Иларий Арелатский пытался пропагандировать аскетизм среди духовенства и боролся с августинской доктриной предопределения. Его проповеди были в довольно простом стиле. После спора с папой римским Львом I он был свергнут им с поста епископа в 445 году. 5 мая 449 года в Арле Иларий скончался; день его смерти является днём его памяти.
Проповеди епископа, собранные вместе и переизданные множество раз (например в «Патрологии» Миня), останавливают на себе внимание не только гомилетов, но и историков культуры, как материал для изучения бытовой истории Западной Европы в V веке.